# 萊佛士酒店

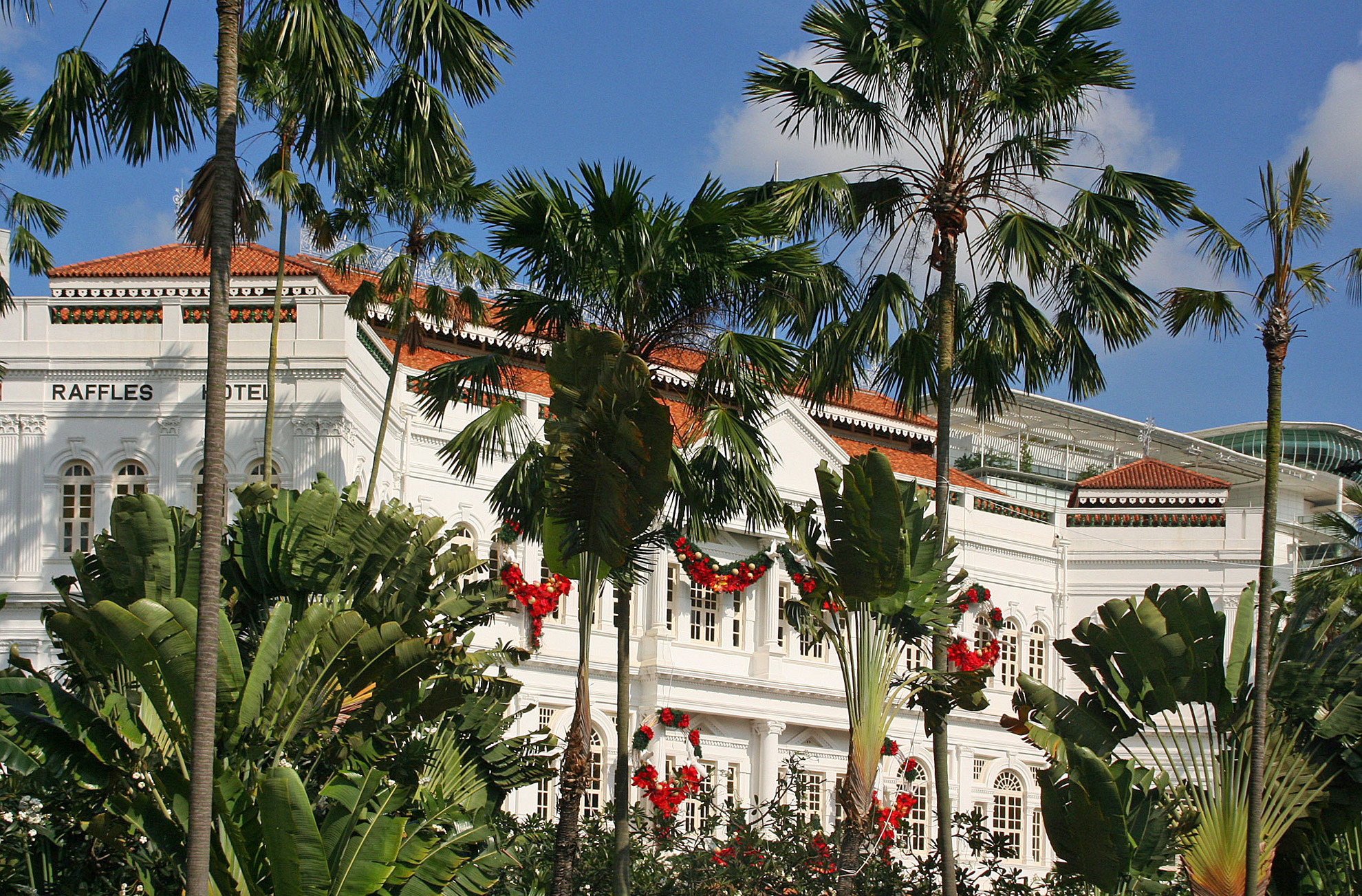
自美芝路（Beach Road）望向萊佛士酒店

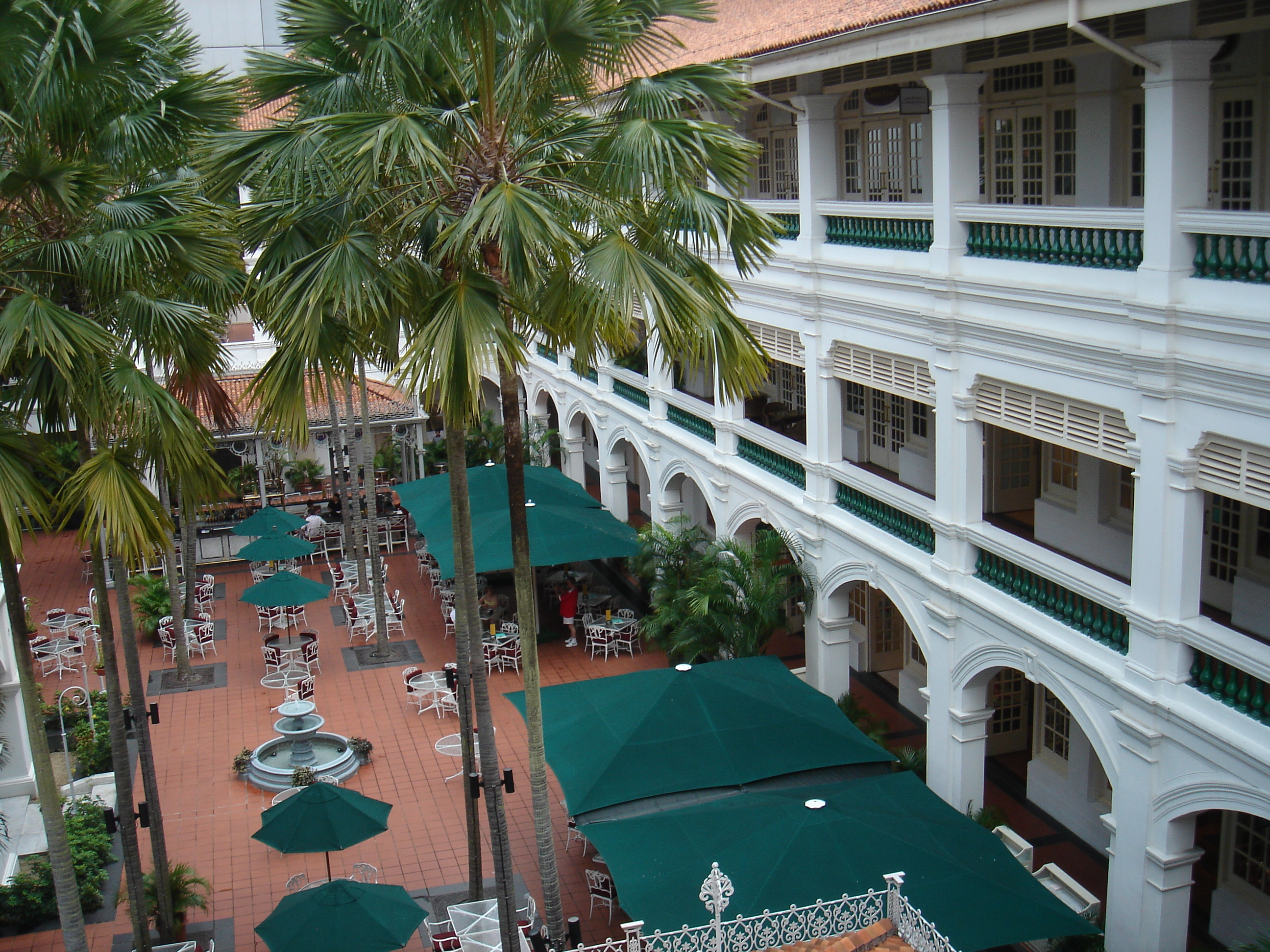
酒店內部

莱佛士酒店（Raffles Hotel）位於新加坡，是一個富有殖民時期特色的旅館。建於1887年，而酒店是以萊佛士爵士之名命名。目前酒店是由新加坡商萊佛士國際酒店集團經營。這是一個以豪華套房、高級餐廳及歷史出名的旅館。酒店中有一個熱帶花園、博物館和維多利亞風格的劇院。萊佛士酒店之於新加坡就像和平饭店之於上海、半島酒店之於香港。

## 歷史
此酒店是由四個亞美尼亞裔兄弟所創。他們一開始建了一座有十間客房的殖民時期式建築（飯店主樓）於美芝路（Beach Road）和百胜路（Bras Basah Road）之間。酒店在接下來的幾年之內繼續擴建包括了其他邊翼建築的擴建、將主樓裝修的更完善和一些康樂室及撞球室的修建。飯店逐漸有今日的雛型。
1929年經濟大恐慌對萊佛士酒店造成很大的衝擊，酒店最後只得接受破產保護。.在1933年財務危機總算是度過，酒店最後被一個公營的公司（Raffles Hotel Ltd）接手
酒店在第二次世界大戰中安然度過，不過它卻跟隨著新加坡在戰期面對很多苦難。包括在戰爭結束前曾被當作集中營使用。新加坡政府在1987年宣告萊佛士酒店為國家級古蹟。
在1989年酒店曾經關閉，因為要做進一步的更新和擴建，其中包括萊佛士酒店長廊。在1991年的9月16號，酒店重新開幕，它又回到了1915年那段全盛期。
萊佛士酒店實屬萊佛士國際酒店集團，它們在全球主要城市都有酒店分布，萊佛士酒店集團還有另一個品牌叫瑞士酒店（Swissotel）。萊佛士酒店集團屬於淡马锡控股旗下的萊佛士控股所有，淡马锡控股旗下的嘉德置地公司(CapitaLand)亦持有萊佛士控股大批股票。目前萊佛士酒店集團被售予法國雅高酒店集團，他們除了得到全球的萊佛士酒店外還包括瑞士酒店。
酒店於2017年1月起分階段進行翻新工程, 由同年12月起關閉以進行工程。酒店於2019年8月1日重新投入營業。

## 軼事
萊佛士酒店有兩件出眾的事情：
- 酒店在早年曾以處決獵捕到的新加坡野虎聞名。而且據說就是這種行為害得數量稀少的新加坡虎絕種。酒店本身也承認在1902年8月，在酒吧和康樂室地下就是進行處決的地方。
- 萊佛士酒店就是新加坡特產新加坡司令的發源地。在1910年一位華裔調酒師嚴崇文（Ngiam Tong Boon）改良琴湯尼這個雞尾酒所創造出來的。

## 曾下榻之名人
曾下榻萊佛士酒店之名人有:
- 约瑟夫·康拉德
- Rudyard Kipling
- 威廉·索默賽特·毛姆
- 卓別林
- Jean Harlow
- 诺埃尔·科沃德
- 艾娃·加德纳
- 伊麗莎白泰勒
- 迈克尔·杰克逊
- 伊麗莎白二世女皇

## 萊佛士酒店長廊
萊佛士酒店長廊設有購物中心，內有許多高級品牌如路易威登和蒂芙尼。酒店內大部分的餐廳都位在長廊內。其中有一家裁縫店是新加坡最知名的裁縫店—CYC。酒店三樓有一家名為Jubilee大堂，內有劇場和博物館。